# Chiesa di San Giovanni Battista (Parma)
La chiesa di San Giovanni Battista, nota anche come pieve di Pedrignano, è un luogo di culto cattolico dalle forme romanico-gotiche e rinascimentali, situato in strada Traversante Pedrignano 35 a Pedrignano, frazione di Parma, in provincia e diocesi di Parma; è sede di una parrocchia compresa nella zona pastorale della città.

## Storia
Il luogo di culto fu originariamente costruito in epoca medievale; la più antica testimonianza della sua esistenza risale al 1028, quando la cappella, dedicata a sant'Antonino, fu menzionata in un atto di vendita da parte di Ildegarda, moglie del longobardo Oddone.
Nel 1230 l'ecclesia Sancti Iohannis de Pedregnano fu menzionata nel Capitulum seu Rotulus Decimarum della diocesi di Parma tra le cappelle dipendenti dalla vicina plebs Sancti Vitalis monacorum, appartenente ai benedettini dell'abbazia di San Giovanni Evangelista.
In adiacenza alla pieve di San Vitale dei Monaci, situata in località Corte, i benedettini di San Giovanni Evangelista eressero, per controllare le terre da loro possedute in zona, un monastero, che col tempo venne utilizzato dai monaci e dai novizi come sede di villeggiatura nei periodi estivi. Per impedire l'accesso agli estranei, agli inizi del XVI secolo i monaci decisero di trasformare la pieve in cappella privata, perciò nel 1506 cedettero i diritti plebani alla modesta chiesa di San Giovanni Battista, che decisero di ricostruire; assegnarono il progetto all'architetto Bernardino Zaccagni, che tra il 1507 e il 1509 riedificò tutti i prospetti esterni, il campanile e le strutture interne in forme romanico-gotiche, limitando alle decorazioni un tenue stile rinascimentale.
Successivamente la chiesa di San Giovanni Battista fu intitolata anche a san Vitale, come testimoniato dal resoconto della visita apostolica del vescovo Giovanni Battista Castelli del 1578.
Probabilmente nel XVII secolo il campanile fu sopraelevato e fu modificato con la chiusura delle bifore della cella campanaria originaria.
Per secoli i benedettini mantennero la proprietà del tempio, che affidarono a un curato nominato dall'abate di San Giovanni Evangelista, fino alla soppressione dell'ordine nel 1811, per effetto dei decreti napoleonici; in seguito l'edificio fu affidato alla diocesi di Parma.
Tra il 1940 e il 1944 nella chiesa furono sostituiti il fonte battesimale e gli altari in marmo rosso.

## Descrizione

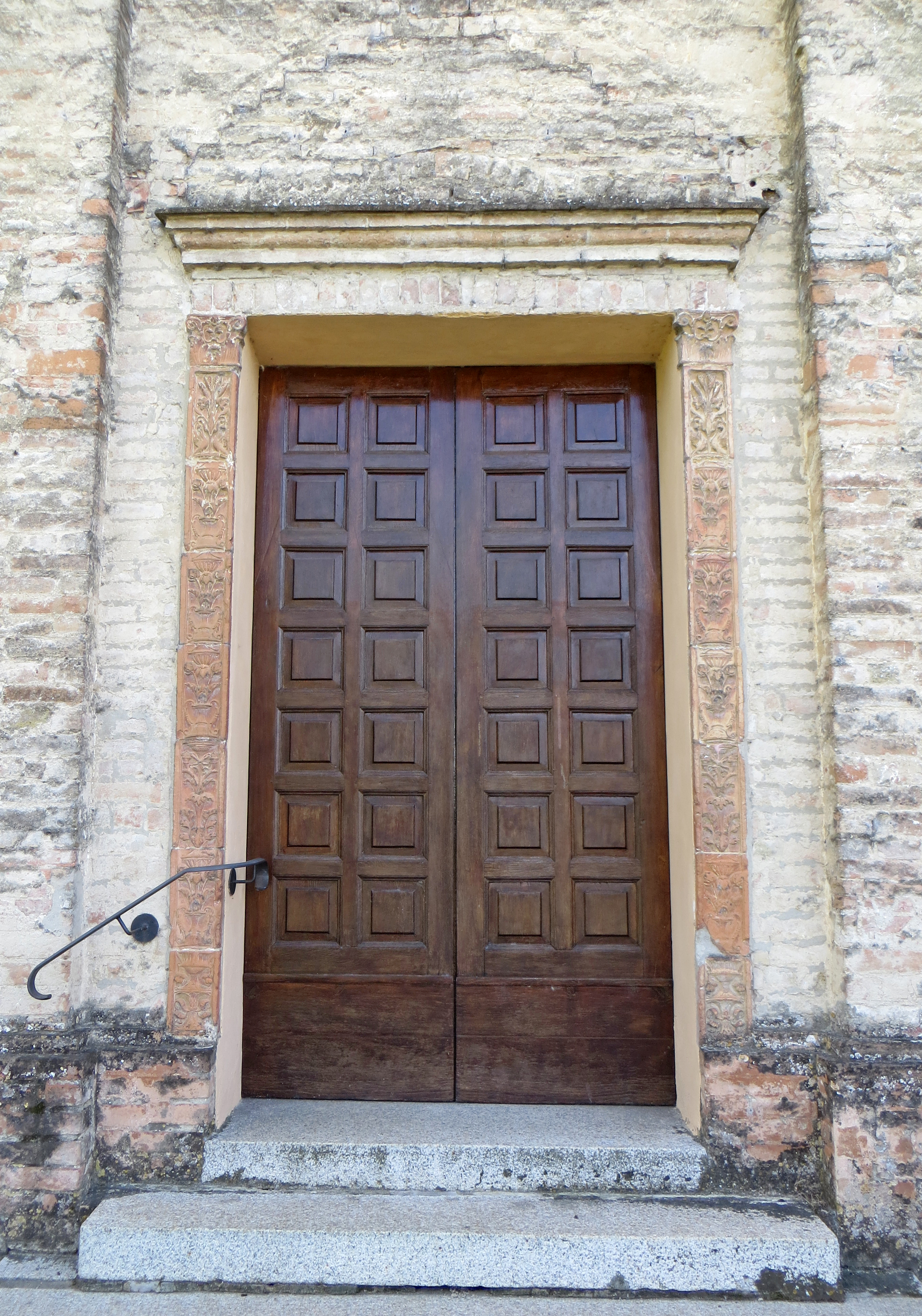
Portale d'ingresso

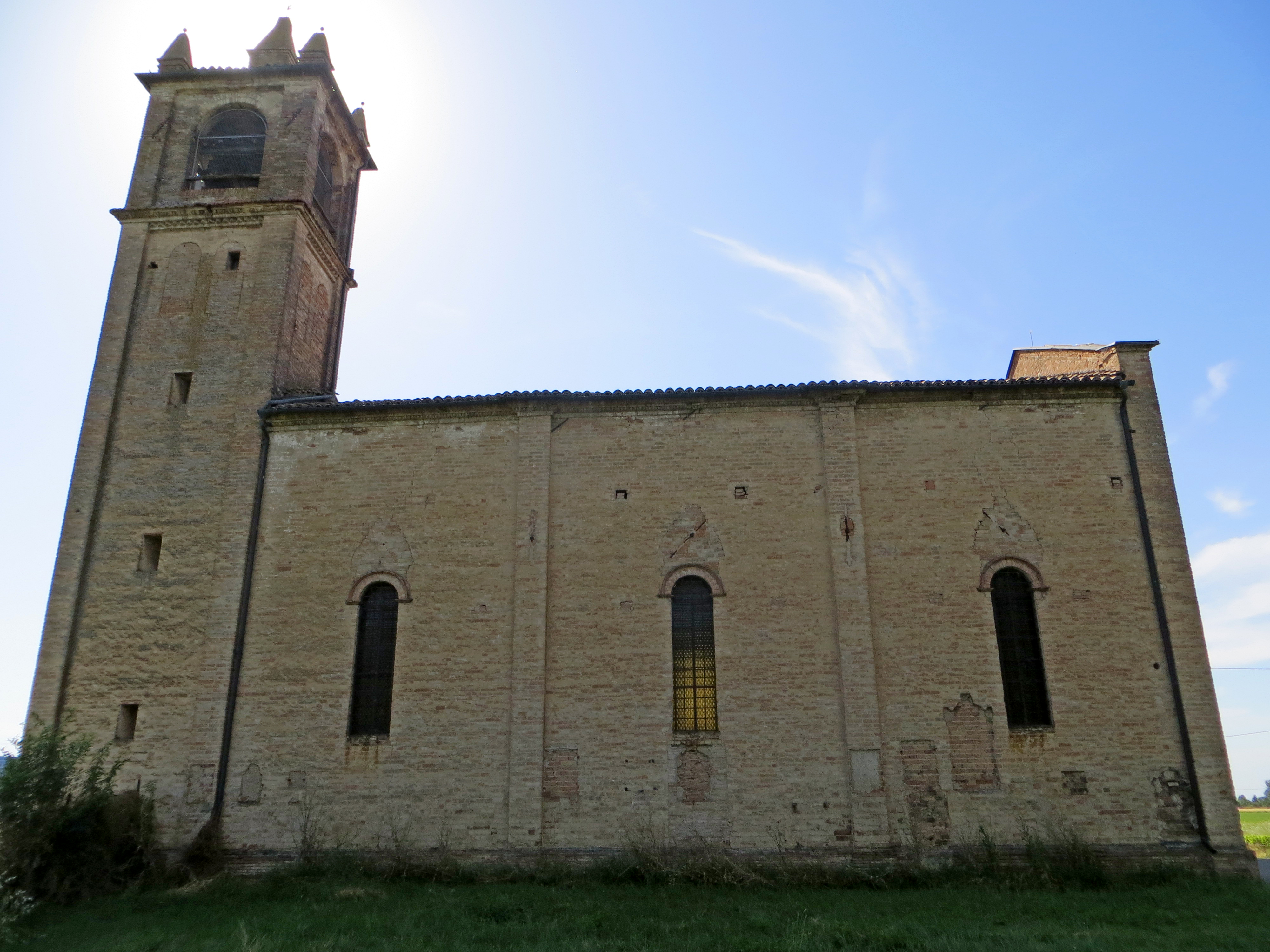
Lato est e campanile

La chiesa si sviluppa su un impianto a navata unica, con ingresso a nord e presbiterio absidato a sud.
La simmetrica facciata a capanna, interamente rivestita in laterizio come il resto dell'edificio, è tripartita verticalmente da quattro alte lesene, elevate su uno zoccolo basamentale; al centro è collocato l'ampio portale d'ingresso, affiancato da motivi a candelabra in cotto e sormontato da un architrave in aggetto; in sommità si apre nel mezzo un rosone delimitato da una doppia cornice modanata; a coronamento corre lungo gli spioventi del tetto un cornicione decorato con intrecci vegetali, spezzato al centro da una cornice orizzontale poggiante su un motivo a denti di sega.
I fianchi e l'abside poligonale sul retro sono scanditi da una serie di lesene e illuminati da alte monofore ad arco a tutto sesto, coronate da sottili cornici in rilievo; in sommità corre lungo l'intero perimetro un cornicione in cotto, arricchito da un motivo a denti di sega nella zona absidale, ove si conservano anche tracce dell'antico zoccolo con cornice modanata. Al termine del prospetto sinistro si erge il campanile, illuminato al centro di ogni lato da una serie di finestrelle rettangolari sovrapposte; i quattro spigoli sono decorati con lesene, che delimitano anche le ampie monofore a tutto sesto della cella campanaria; a coronamento, oltre il cornicione modanato in aggetto, nel mezzo si eleva su un pilastrino una guglia piramidale, tra quattro piccoli pinnacoli posti sugli spigoli.
All'interno la navata, coperta da una volta a botte dipinta, accoglie sui fianchi i due altari laterali in marmo rosso del 1944, sormontati da ampie nicchie ad arco a tutto sesto.
Il presbiterio, lievemente sopraelevato, ospita nel mezzo l'altare maggiore ligneo a mensa, aggiunto tra il 1970 e il 1980; l'abside poligonale, coperta dal catino con spicchi a vela ad arco acuto, è preceduta dall'arco trionfale a tutto sesto, decorato con le cinquecentesche raffigurazioni dei Santi Giovanni Battista, Benedetto e Vitale, nascoste dalla volta a botte ribassata dell'aula; sul fondo, tra due monofore laterali, è conservato un affresco rappresentante la Crocifissione di Gesù Cristo, risalente al 1509.
La chiesa accoglie alcune opere di pregio, tra cui una pala riproducente i Santi Mauro e Vitale, eseguita da Mauro Oddi nel 1674, un dipinto seicentesco rappresentante Cristo e la Veronica, un olio raffigurante la Strage degli Innocenti, una tela settecentesca ritraente la Madonna col Bambino, un fonte battesimale poggiante su un capitello romano corinzio e una pisside in rame argentato risalente al 1600 circa. Fino al 1983 nell'edificio era conservata un'ancona lignea del 1502 circa, in seguito traslata nella Galleria nazionale di Parma; la monumentale opera è delimitata sul fondo da una predella contenente alcuni tondi dipinti, ai lati da due paraste e superiormente da una ricchissima trabeazione; a coronamento si staglia un frontone intagliato con un medaglione centrale dipinto con l'Ecce Homo, affiancato da due putti e sormontato dal mezzobusto di Dio Padre.